# Ceratosphaeria caespitosa
Ceratosphaeria caespitosa är en svampart som tillhör divisionen sporsäcksvampar, och som beskrevs av Jens Wilhelm August Lind och Jens Schanke Vleugel. Ceratosphaeria caespitosa ingår i släktet Ceratosphaeria, och familjen Magnaporthaceae. Arten är reproducerande i Sverige.